# Luís Carlos Vinhas
Luís Carlos Parga Rodrigues Vinhas CavMM (Rio de Janeiro, 19 de maio de 1940 — Rio de Janeiro, 22 de agosto de 2001) foi um pianista e compositor brasileiro.
Vinhas foi um dos grandes expoentes da bossa nova, movimento musical urbano carioca surgido em 1958. Trabalhou como pianista no Beco das Garrafas, além de participações nos discos de Elis Regina Quarteto em Cy, Jorge Ben Jor, Maria Bethânia, entre outros. Formou também um dos primeiros conjuntos musicais deste período, o Bossa Três, o qual, em 1966, com Leny Andrade e Pery Ribeiro nos vocais, foi rebatizado de Gemini V . Em 1963, lançou pela Audio fidelity - EUA, o LP The Bossa 3.  Em 1964, participou no disco O Som, de Meirelles e Os Copa 5. Ainda nesse ano, gravou o LP Novas Estruturas, pela gravadora Forma, já este disco foi gravado somente como líder, com a participação do Trio.
Em 1993, Vinhas foi admitido pelo presidente Itamar Franco à Ordem do Mérito Militar no grau de Cavaleiro especial.

## Morte
Em 20 de agosto 2001, ao corrigir uma hérnia abdominal e rugas no pescoço e nos olhos, o músico teve uma parada cardíaca e edema cerebral. Morreu dois dias depois.

## Discografia
- Bossa Três (1963) Audio Fidelity LP
- Bossa Três & Jo Basile (1963) Audio Fidelity LP
- Bossa Três e seus amigos (1963) Audio Fidelity LP
- Bossa Três e Lennie Dale (1964) Elenco LP
- Novas Estruturas (1964) Forma LP
- Bossa Três em Forma (1965) Forma LP
- Bossa Três (1966) Odeon LP
- Gemini 5 (1966) Odeon LP Relançado em CD em 1995.
- Gemini 5 no México (1967) Odeon LP
- O som psicodélico de Luis Carlos Vinhas (1968) CBS LP
- Luis Carlos Vinhas no Flag (1970) Odeon LP
- Chovendo na roseira (1970) Tapecar Cs.
- Luis Carlos Vinhas (1977) Odeon LP
- Baila com Vinhas (1982) PolyGram LP
- O piano mágico de Luis Carlos Vinhas (1986) Som Livre LP
- Piano maravilhoso (1989) Som Livre LP
- Vinhas e bossa nova (1994) CID CD
- Piano na Mangueira (1997) CID CD
- Wanda Sá & Bossa Três (2000) Abril Music CD